# Mã xoắn
Trong viễn thông, mã xoắn hay mã chập (tiếng Anh: convolutional code) là một loại mã sửa lỗi trong đó (a) mỗi symbol m bit (chuỗi m bit) được mã hóa thành một symbol n bit, với m/n là tỉ lệ mã hóa (code rate) (n ≥ m) (b) hàm truyền đạt là một hàm của k symbol thông tin, với k là constraint length.

## Ứng dụng
Mã xoắn thường được dùng để nâng cao chất lượng của hệ thống vô tuyến số, điện thoại di động, thông tin vệ tinh và Bluetooth

## Mã hóa

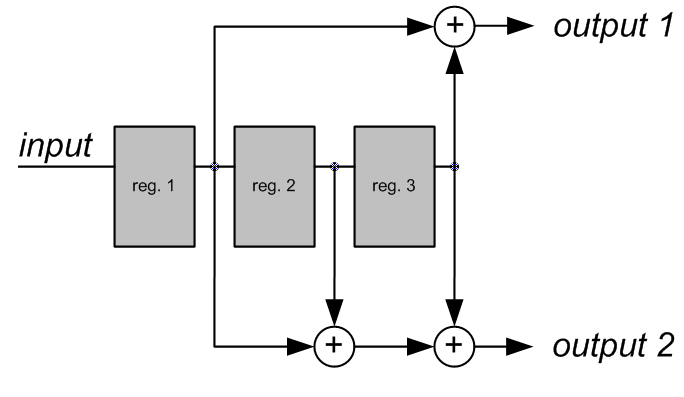
Img.1. Rate 1/3 non-recursive, non-systematic convolutional encoder with constraint length 3

n1 = m1 + m0 + m-1
n2 = m0 + m-1
n3 = m1 + m-1.